# 20488 Pic-du-Midi
20488 Pic-du-Midi (1999 OL) là một tiểu hành tinh vành đai chính.